# Верхнячківська сільська рада
Верхнячківська сільська рада — колишній орган місцевого самоврядування у Сколівському районі Львівської області. Адміністративний центр — село Верхнячка.

## Загальні відомості
Верхнячківська сільська рада утворена в 1940 році. Територією ради протікає річка Стрій.

## Населені пункти
Сільській раді були підпорядковані населені пункти:
- с. Верхнячка

## Склад ради
Рада складалася з 14 депутатів та голови.

### Керівний склад попередніх скликань
| ПІБ                        | Основні відомості                                                                     | Дата обрання | Дата звільнення |
| -------------------------- | ------------------------------------------------------------------------------------- | ------------ | --------------- |
| Будай Теодор Ілліч         | Сільський голова, 1958 року народження, член Всеукраїнського об'єднання «Батьківщина» | 26.03.2006   | 31.10.2010      |
| Лупацій Володимир Іванович | Сільський голова, 1959 року народження, освіта середня спеціальна, безпартійний       | 31.10.2010   |                 |

Примітка: таблиця складена за даними джерела

## Населення
Згідно з переписом УРСР 1989 року чисельність наявного населення сільської ради становила 870 осіб, з яких 413 чоловіків та 457 жінок.
За переписом населення України 2001 року в сільській раді мешкало 939 осіб.

### Мова
Розподіл населення за рідною мовою за даними перепису 2001 року:
| Мова       | Відсоток |
| ---------- | -------- |
| українська | 99,89 %  |
| російська  | 0,11 %   |